# ديفيد غريمان
ديفيد غريمان (بالإسبانية: David Griman) (مواليد 10 مارس 1967) هو ملاكم فنزويلي، مثّل بلاده في الألعاب الأولمبية الصيفية 1988.

## روابط خارجية
ديفيد غريمان على موقع بوكس ريك (الإنجليزية) (registration required)
- ديفيد غريمان على موقع أوليمبيديا (الإنجليزية)